# 6'eren
 For alternative betydninger, se 6 (flertydig). (Se også artikler, som begynder med 6)
6'eren er dansk kanal som er ejet af Discovery Networks Danmark. Kanalen fik premiere den 1. januar 2009.
Den er målrettet de 15-50-årige mænd, og indholdet består af en blanding af programmer om biler, sport, komedie og science fiction. Alle emner præsenteres på faste temadage med hver sit programfokus som for eksempel: Mænd og Motor, Friday Fight Night, Comedy Tirsdag, Sci-Fi Søndag, Film for Mænd og Superserier. Fra sommeren 2010 har kanalen sendt fodboldkampe fra den engelske Premier League. Disse rettigheder ejer kanalen dog ikke længere. 6'eren sendte i 2023 én ugentlig Superliga-kamp, og sendte flere tennisturneringer, herunder US Open.

## Logoer
- 6'eren's første logo, som blev brugt fra 2009 indtil 2015
- 6'eren's anden logo, som blev brugt fra 2015 indtil 2024.
- 6'eren's tredje og nuværende logo, der har været brugt siden 2024.

## 6'eren i HD
6'eren startede 1. januar 2011 en HD-kanal. Det skete på en separat kanal ved en simultansending, hvor indholdet, som sendes i ægte HD, vil blive mærket med et HD-logo.
Programmer 6'eren sender i HD:
- Law & Order: SVU
- Chuck
- Terminator: The Sarah Connor Chronicles
- Dark Blue
- Flashpoint
- Gary Unmarried
- Big Bang Theory
- Lost
- Flash Forward
- Extreme Fishing
- Survival School
- Manswers
- Third Watch

## Ekstern henvisning
- 6'eren Arkiveret 18. januar 2009 hos  Wayback Machine